# Tokyo Anime Awards
El Tokyo Anime Awards es un concurso para creadores de anime novatos que comenzó en 2002. En 2005, el evento recibió oficialmente su nombre actual. La primera, segunda y tercera versión del premio, recibían el simple nombre de 'competición'.
El premio entrega una suma de dinero de un millón de yenes para el ganador. Hay jueces que evalúan a los concursantes, cerca de 10 jueces principales y 127 jueces menores. Durante el premio, también hay 72 staffs, profesores de universidades, productores, prensa, directores y celebridades del momento.

## Animación del momento
Todos los animes candidatos son lanzados en el día 1 de diciembre. El anime que representa en cada categoría son escogidos también. En el primer año, el premio se entregó a El viaje de Chihiro como "premio mayor". En el segundo año no hubo ganadores. 
| Año                        | Ganador                                        | Nota                 |
| -------------------------- | ---------------------------------------------- | -------------------- |
| 2002                       | El viaje de Chihiro                            | Grand Prix           |
| 2003                       | No se otorgó premio                            | No se otorgó premio  |
| 2004                       | Mobile Suit Gundam SEED                        |                      |
| 2005                       | Howl no Ugoku Shiro                            |                      |
| 2006                       | Fullmetal Alchemist: Conquistador de Shamballa |                      |
| 2007                       | Toki o Kakeru Shōjo                            |                      |
| 2008                       | Evangelion: 1.0 You Are (Not) Alone            |                      |
| 2009                       | Gake no ue no Ponyo                            |                      |
| 2010                       | Summer Wars                                    |                      |
| 2011                       | Karigurashi no Arriety                         |                      |
| 2012                       | La colina de las amapolas                      |                      |
| 2013                       | Ōkami Kodomo no Ame to Yuki                    |                      |
| Tokyo Anime Award Festival |                                                |                      |
| 2014                       | Kaze Tachinu                                   | Categoría película   |
| 2014                       | Shingeki no Kyojin                             | Categoría televisión |
| 2015                       | Frozen                                         | Categoría película   |
| 2015                       | Ping Pong                                      | Categoría televisión |
| 2016                       | Love Live! The School Idol Movie               | Categoría película   |
| 2016                       | Shirobako                                      | Categoría televisión |
| 2017                       | Koe no Katachi                                 | Categoría película   |
| 2017                       | Yuri!!! on Ice                                 | Categoría televisión |
| 2018                       | Kono Sekai no Katasumi ni                      | Categoría película   |
| 2018                       | Kemono Friends                                 | Categoría televisión |
| 2019                       | Meitantei Conan: Zero no Shikkōnin             | Categoría película   |
| 2019                       | Zombie Land Saga                               | Categoría televisión |
| 2020                       | El tiempo contigo                              | Categoría película   |
| 2020                       | Kimetsu no Yaiba                               | Categoría televisión |

## Premio mayor
| Año                        | Ganador                         | Título                                      | Nota                   |
| -------------------------- | ------------------------------- | ------------------------------------------- | ---------------------- |
| 2004                       | Tae-Ho Han                      | Africa a.F.r.I.c.A                          |                        |
| 2005                       | Shin Hosokawa                   | The Demon                                   |                        |
| 2006                       | Kazuo Ebisawa                   | Crow that wears clothes (ふくをきたカラス?) |                        |
| 2007                       | Howie Shia                      | Flutter                                     |                        |
| 2008                       | Helen Huang                     | Adventures in the NPM                       |                        |
| 2009                       | Heiko van der Scherm            | Descendants                                 |                        |
| 2010                       | G9+1                            | Tokyo Fantasia                              |                        |
| 2011                       | Alice Dieudonne                 | Trois petits points                         |                        |
| 2012                       | Chen Xifeng                     | Pig Sale                                    |                        |
| 2013                       | Tsai Shiu-Cheng                 | Time of Cherry Blossoms                     |                        |
| Tokyo Anime Award Festival |                                 |                                             |                        |
| 2014                       | Ari Folman                      | El congreso                                 | Categoría largometraje |
| 2014                       | Augusto Zanovello               | Lettres de femmes                           | Categoría cortometraje |
| 2015                       | Tomm Moore                      | La canción del mar                          | Categoría largometraje |
| 2015                       | Konstantin Bronzit              | My ne mozhem zhit bez kosmosa               | Categoría cortometraje |
| 2016                       | Rémi Chayé                      | El techo del mundo                          | Categoría largometraje |
| 2016                       | Siniša Mataić                   | Off Belay                                   | Categoría cortometraje |
| 2017                       | Sébastien Laudenbach            | La Jeune Fille sans mains                   | Categoría largometraje |
| 2017                       | Elice Meng                      | Of Shadows and Wings...                     | Categoría cortometraje |
| 2018                       | Hsin Yin Sung                   | On Happiness Road                           | Categoría largometraje |
| 2018                       | Ru Kuwahata, Max Porter         | Negative Space                              | Categoría cortometraje |
| 2019                       | Raúl de la Fuente, Damian Nenow | Another Day of Life                         | Categoría largometraje |
| 2019                       | Nienke Deutz                    | Bloeistraat 11                              | Categoría cortometraje |

## Premio de los fanes
| Año  | Ganador        |
| ---- | -------------- |
| 2018 | Yuri!!! on Ice |

## Trabajos notables
Los trabajos más notables de cada año son clasificados según las categorías. 

### Categoría Televisión
The TV animations broadcasted from December 1 of the year beforehand to November 30 of the previous year in Japan become candidates.
The 'Best Entry' was selected only in 2002: Hanada Shonen-shi. There is regulation three works are selected and awards presented each year from 2004.
| Año  | Ganador                                 |
| ---- | --------------------------------------- |
| 2002 | InuYasha                                |
| 2002 | Ojamajo Doremi Sharp                    |
| 2002 | Hikaru no Go                            |
| 2002 | Fruits Basket                           |
| 2002 | One Piece                               |
| 2003 | Hanada Shonen-shi                       |
| 2003 | InuYasha                                |
| 2003 | Overman King Gainer                     |
| 2004 | Astro Boy                               |
| 2004 | Mobile Suit Gundam SEED                 |
| 2004 | Fullmetal Alchemist                     |
| 2005 | Gankutsuou: The Count of Monte Cristo'  |
| 2005 | Sgt. Frog                               |
| 2005 | Futari wa Pretty Cure                   |
| 2006 | Eureka Seven                            |
| 2006 | Black Jack                              |
| 2006 | Mushishi                                |
| 2007 | Code Geass: Lelouch of the Rebellion    |
| 2007 | Suzumiya Haruhi no Yūutsu               |
| 2007 | Death Note                              |
| 2008 | Dennō Coil                              |
| 2008 | Tengen Toppa Gurren-Lagann              |
| 2009 | Macross Frontier                        |
| 2009 | Code Geass: Lelouch of the Rebellion R2 |
| 2010 | Eden of the East                        |
| 2010 | K-ON!                                   |
| 2011 | K-ON!!                                  |
| 2011 | The Tatami Galaxy                       |
| 2012 | Puella Magi Madoka Magica               |
| 2012 | Tiger & Bunny                           |
| 2013 | Kuroko no Basket                        |
| 2013 | Sword Art Online                        |
| 2018 | Kemono Friends                          |

### Feature Film Category
The animation films released from December 1 of the year beforehand to November 30 of the previous year in Japan become candidates.
The 'Best Entry' was selected only in 2002: Millennium Actress. There is regulation two works are selected and awards presented each year from 2004.
| Año  | Ganador                                                       |
| ---- | ------------------------------------------------------------- |
| 2002 | Princess Arete                                                |
| 2002 | El viaje de Chihiro                                           |
| 2002 | Metrópolis                                                    |
| 2003 | Millennium Actress                                            |
| 2003 | Neko no Ongaeshi                                              |
| 2003 | Crayon Shin-chan The Battle of the Warring States             |
| 2004 | Tokyo Godfathers                                              |
| 2004 | Nasu: Andalusia no natsu                                      |
| 2005 | Ghost in the Shell 2: Innocence                               |
| 2005 | Steamboy                                                      |
| 2006 | Detective Conan: Strategy Above the Depths                    |
| 2006 | Mobile Suit Zeta Gundam A New Translation: Heirs to the Stars |
| 2007 | Paprika                                                       |
| 2007 | Una noche tormentosa                                          |
| 2008 | El verano de Coo                                              |
| 2009 | Gake no ue no Ponyo                                           |
| 2010 | Summer Wars                                                   |
| 2011 | Karigurashi no Arriety                                        |
| 2012 | La colina de las amapolas                                     |
| 2013 | Ōkami Kodomo no Ame to Yuki                                   |
| 2018 | Kono Sekai no Katasumi ni                                     |

### Categoría OVA
The Original Video Animations (OVAs) released from December 1 of the year beforehand to November 30 of the previous year in Japan become candidates.
The 'Best Entry' was selected only in 2002: Sentō Yōsei Yukikaze. There is regulation two works are selected and awards presented each year from 2004. Sentō Yōsei Yukikaze (2002–2005) and Diebuster (2004–2006) were awarded two times, though same titles.
| Año  | Ganador                              |
| ---- | ------------------------------------ |
| 2002 | Animation Runner Kuromi              |
| 2003 | Sentō Yōsei Yukikaze                 |
| 2003 | Return of the Magician               |
| 2003 | JoJo's Bizarre Adventure             |
| 2004 | The Animatrix                        |
| 2004 | Macross Zero                         |
| 2005 | Animation Runner Kuromi 2            |
| 2005 | Diebuster                            |
| 2006 | Karas                                |
| 2006 | Sentō Yōsei Yukikaze                 |
| 2007 | Diebuster                            |
| 2007 | Freedom                              |
| 2008 | Nasu: A Migratory Bird with Suitcase |
| 2009 | Detroit Metal City                   |
| 2010 | Eve no Jikan                         |
| 2011 | Mobile Suit Gundam Unicorn           |
| 2012 | Mobile Suit Gundam Unicorn           |

### International Theater Award
The international animation films released from December 1 of the year beforehand to November 30 of the previous year in Japan become candidates.
Founded in 2003. One work is selected and awards presented every year.
| Año  | Ganador         |
| ---- | --------------- |
| 2003 | Monsters, Inc.  |
| 2004 | Lilo & Stitch   |
| 2005 | Buscando a Nemo |
| 2006 | Los Increíbles  |
| 2007 | Cars            |
| 2008 | Ratatouille     |
| 2009 | Kung Fu Panda   |
| 2010 | WALL·E          |
| 2011 | Toy Story 3     |
| 2012 | Enredados       |

## Premios individuales
Los premios para directores de animación. Los premios individuales por las actividades del año anterior.

### Mejor director
Aunque este premio no se limita a los directores de películas, tiene una tendencia a ser otorgado a directores de cine.
| Año  | Ganador              | Directed                                                                      | Notas         |
| ---- | -------------------- | ----------------------------------------------------------------------------- | ------------- |
| 2002 | Akitaro Daichi       | Fruits Basket                                                                 | TV category   |
| 2002 | Hayao Miyazaki       | El viaje de Chihiro                                                           | Film category |
| 2003 | Keiichi Hara         | Crayon Shin-chan TV series, Crayon Shin-chan The Battle of the Warring States |               |
| 2004 | Satoshi Kon          | Tokyo Godfathers                                                              |               |
| 2005 | Hayao Miyazaki       | Howl no Ugoku Shiro                                                           |               |
| 2006 | Yoshiyuki Tomino     | Mobile Suit Zeta Gundam A New Translation: Heirs to the Stars                 |               |
| 2007 | Mamoru Hosoda        | Toki o Kakeru Shōjo                                                           |               |
| 2008 | Hideaki Anno         | Evangelion: 1.0 You Are (Not) Alone                                           | Film          |
| 2009 | Hayao Miyazaki       | Gake no ue no Ponyo                                                           | Film          |
| 2010 | Mamoru Hosoda        | Summer Wars                                                                   | Film          |
| 2011 | Hiromasa Yonebayashi | Karigurashi no Arriety                                                        | Film          |
| 2012 | Akiyuki Shinbo       | Puella Magi Madoka Magica                                                     | TV series     |
| 2013 | Mamoru Hosoda        | Ōkami Kodomo no Ame to Yuki                                                   | Film          |
| 2018 | Tatsuki              | Kemono Friends                                                                | [ 6 ]         |

### Mejor historia original
Los premios para los creadores originales del trabajo. Fundado en 2005.
| Año  | Ganador          | Original Story of               | Notas         |
| ---- | ---------------- | ------------------------------- | ------------- |
| 2005 | Masamune Shirow  | Ghost in the Shell 2: Innocence | Manga         |
| 2006 | Hiromu Arakawa   | Fullmetal Alchemist             | Manga         |
| 2007 | Yasutaka Tsutsui | Toki o Kakeru Shōjo             | Novela        |
| 2008 | Taiyō Matsumoto  | Tekkon Kinkreet                 | Manga         |
| 2009 | Hayao Miyazaki   | Gake no ue no Ponyo             |               |
| 2010 | Mamoru Hosoda    | Summer Wars                     |               |
| 2018 | Kinoko Nasu      | Fate series                     | Novela visual |

### Mejor animador
| Año  | Ganador          | Notas       |
| ---- | ---------------- | ----------- |
| 2018 | Takahiro Kishida | Keifuku-san |

### Mejor guion
Los premios para guionistas.
| Año  | Ganador                      | Screenplay of                           | Notas         |
| ---- | ---------------------------- | --------------------------------------- | ------------- |
| 2002 | Takashi Yamada               | Ojamajo Doremi Sharp                    | TV category   |
| 2002 | Hayao Miyazaki               | El viaje de Chihiro                     | Film category |
| 2003 | Ichirō Ōkouchi               | Overman King Gainer                     |               |
| 2004 | Sho Aikawa                   | Fullmetal Alchemist                     |               |
| 2005 | Mamoru Oshii                 | Ghost in the Shell 2: Innocence         |               |
| 2006 | Dai Satō                     | Eureka Seven                            |               |
| 2007 | Satoko Okudera               | Toki o Kakeru Shōjo                     |               |
| 2008 | Keiichi Hara                 | Kappa no Kū to Natsuyasumi              | Film          |
| 2009 | Ichirō Ōkouchi               | Code Geass: Lelouch of the Rebellion R2 | TV series     |
| 2010 | Satoko Okudera               | Summer Wars                             | Film          |
| 2011 | Miho Maruo                   | Colorful                                | Film          |
| 2012 | Gen Urobuchi                 | Puella Magi Madoka Magica               | TV series     |
| 2013 | Satoko Okudera Mamoru Hosoda | Ōkami Kodomo no Ame to Yuki             | Film          |

### Mejor dirección de arte
Los premios para el personal de dirección de arte.
| Año  | Ganador        | Art Direction of                                    | Notas         |
| ---- | -------------- | --------------------------------------------------- | ------------- |
| 2002 | Yuji Ikeda     | Shingu: Secret of the Stellar Wars                  | TV category   |
| 2002 | Yoji Takeshige | El viaje de Chihiro                                 | Film category |
| 2003 | Nobutaka Ike   | Millennium Actress                                  |               |
| 2004 | Nobutaka Ike   | Tokyo Godfathers                                    |               |
| 2005 | Shinji Kimura  | Steamboy                                            |               |
| 2006 | Takeshi Waki   | Mushishi                                            |               |
| 2007 | Nizō Yamamoto  | Toki o Kakeru Shōjo                                 |               |
| 2008 | Shinji Kimura  | Tekkon Kinkreet                                     | Film          |
| 2009 | Noboru Yoshida | Gake no ue no Ponyo                                 | Film          |
| 2010 | Yōji Takeshige | Summer Wars                                         | Film          |
| 2011 | Yōji Takeshige | Karigurashi no Arriety                              | Film          |
| 2012 | Takumi Tanji   | Hoshi wo Ou Kodomo                                  | Film          |
| 2018 | Nobutaka Yoda  | Tobidasu PriPara: Mi~nna de Mezase! Idol☆Grand Prix | [ 6 ]         |

### Mejor diseño de personajes
| Año  | Ganador            | Personaje                       | Nota          |
| ---- | ------------------ | ------------------------------- | ------------- |
| 2002 | Masatomo Sudo      |                                 | TV category   |
| 2002 | Hayao Miyazaki     | El viaje de Chihiro             | Film category |
| 2003 | Kōsuke Fujishima   | Sakura Wars                     |               |
| 2004 | Hisashi Hirai      | Mobile Suit Gundam SEED         |               |
| 2005 | Hiroyuki Okiura    | Ghost in the Shell 2: Innocence |               |
| 2006 | Kenichi Yoshida    | Eureka Seven                    |               |
| 2007 | Yoshiyuki Sadamoto | Toki o Kakeru Shōjo             |               |
| 2008 | Atsushi Nishigori  | Tengen Toppa Gurren-Lagann      | TV series     |
| 2009 | Tetsuya Nishio     | The Sky Crawlers                | Film          |
| 2010 | Yoshiyuki Sadamoto | Summer Wars                     | Film          |
| 2011 | Yoshihiko Umakoshi | HeartCatch PreCure!             | TV series     |
| 2012 | Masakazu Katsura   | Tiger & Bunny                   | TV series     |
| 2013 | Yoshiyuki Sadamoto | Ōkami Kodomo no Ame to Yuki     | Film          |

### Mejor actor de voz
The awards for actors by their voice acting. *Seiyūs, but in the meaning of Voice Actors. Rumi Hiiragi (2002) and Chieko Baisho (2005) are more famous as actress in Japan.
| Año  | Ganador          | Acted as                                                     | Notas         |
| ---- | ---------------- | ------------------------------------------------------------ | ------------- |
| 2002 | Kurumi Mamiya    | Hamtaro (Hamtaro)                                            | TV category   |
| 2002 | Rumi Hiiragi     | Chihiro (El viaje de Chihiro)                                | Film category |
| 2003 | Kappei Yamaguchi | InuYasha                                                     |               |
| 2004 | Romi Paku        | Edward Elric                                                 |               |
| 2005 | Chieko Baisho    | Sophie (Howl no Ugoku Shiro)                                 |               |
| 2006 | Akio Ohtsuka     | Black Jack (Black Jack)                                      |               |
| 2007 | Aya Hirano       | Haruhi Suzumiya                                              |               |
| 2008 | Mamoru Miyano    | Setsuna F. Seiei (Mobile Suit Gundam 00)                     | TV series     |
| 2008 | Mamoru Miyano    | Light Yagami (Death Note)                                    | TV series     |
| 2009 | Jun Fukuyama     | Lelouch Lamperouge (Code Geass: Lelouch of the Rebellion R2) | TV series     |
| 2010 | Hiroshi Kamiya   | Koyomi Araragi (Bakemonogatari)                              | TV series     |
| 2011 | Aki Toyosaki     | Yui Hirasawa (K-ON!!)                                        | TV series     |
| 2012 | Hiroaki Hirata   | Kotetsu T. Kaburagi/Wild Tiger (Tiger & Bunny)               | TV series     |
| 2013 | Yūki Kaji        | Amata Sora (Aquarion Evol)                                   | TV series     |
| 2013 | Yūki Kaji        | Haruyuki Arita (Accel World)                                 | TV series     |

### Mejor música
Los premios para compositores (y otras personas relacionadas con la música).
| Año  | Ganador         | Music of                                                            | Notas         |
| ---- | --------------- | ------------------------------------------------------------------- | ------------- |
| 2002 | Kohei Tanaka    | Overman King Gainer                                                 | TV category   |
| 2002 | Joe Hisaishi    | El viaje de Chihiro                                                 | Film category |
| 2003 | Yoko Kanno      | Turn A Gundam, Ghost in the Shell: Stand Alone Complex, Wolf's Rain |               |
| 2004 | Yoko Kanno      | Turn A Gundam, Ghost in the Shell: Stand Alone Complex, Wolf's Rain |               |
| 2005 | Joe Hisaishi    | Howl no Ugoku Shiro                                                 |               |
| 2006 | Michiru Oshima  | Fullmetal Alchemist                                                 |               |
| 2007 | Susumu Hirasawa | Paprika                                                             |               |
| 2008 | Yoko Kanno      | Sousei no Aquarion                                                  | TV series     |
| 2009 | Yoko Kanno      | Macross Frontier                                                    | TV series     |
| 2010 | Shiro Sagisu    | Evangelion: 2.0 You Can (Not) Advance                               | Film          |
| 2011 | Cécile Corbel   | Karigurashi no Arriety                                              | Film          |
| 2012 | Satoshi Takebe  | La colina de las amapolas                                           | Film          |
| 2018 | Yuki Kajiura    | Princess Principal                                                  | [ 6 ]         |

## Premios honorarios
En la edición de 2018 fueron entregados los siguientes premios a la trayectoria:
- Cantante: Kumiko Ōsugi
- Director de arte: Shouhei Kawamoto
- Seiyu: Kiyoshi Kobayashi
- Directores: Tsutomu Shibayama y Gisaburō Sugii
- Director de animación: Masami Suda
- Productor: Yoshio Takami
- Guionista: Hiroyuki Hoshiyama
- Director de sonido: Yasunori Honda
- Fundación de estudio de animación: Kōichi Motohashi
- Investigación de la historia de la animación: Yasushi Watanabe